# Poljanovo (distrikt i Bulgarien, Burgas)
Poljanovo (bulgariska: Поляново) är ett distrikt i Bulgarien.   Det ligger i kommunen Obsjtina Ajtos och regionen Burgas, i den östra delen av landet, 300 km öster om huvudstaden Sofia.
Trakten runt Poljanovo består till största delen av jordbruksmark. Runt Poljanovo är det ganska tätbefolkat, med 144 invånare per kvadratkilometer.